# Walter Hohmann
Walter Hohmann (18 de marzo de 1880, Hardheim, Alemania – 11 de marzo de 1945, Essen, Alemania) fue un ingeniero alemán que contribuyó de forma muy importante a la dinámica orbital. En un libro publicado en 1925, Hohmann demostró una maniobra altamente eficiente para la transferencia coplanar de un vehículo espacial entre dos órbitas circulares por medio de una órbita de transferencia elíptica, ahora llamada Órbita de transferencia de Hohmann. Recibió su doctorado en la Universidad Técnica de Aquisgrán (RWTH Aachen University) en 1920.

## Biografía
Hijo de un médico, Hohmann nació en Hardheim, en el actual Estado federado alemán de Baden-Wurtemberg. De niño, vivió durante un tiempo junto a su familia en Port Elizabeth, en Sudáfrica, antes de regresar a Alemania, siendo vivamente impresionado por los relatos de anticipación científica de Julio Verne. Estudió Ingeniería civil en la Universidad Técnica de Múnich, graduándose en 1904. Entonces trabajó para los ayuntamientos de Viena, Hanover y Breslavia, antes de establecerse en Essen, donde finalmente obtuvo el puesto de arquitecto jefe.
Entre 1911 y 1915, Hohmann se interesó por el problema del vuelo espacial interplanetario. Así se dedicó a investigar las órbitas que minimizarían el consumo de combustible de un vehículo espacial, hasta que encontró la que ahora lleva su nombre. Hohmann publicó sus hallazgos en su libro Die Erreichbarkeit der Himmelskörper (La accesibilidad de los cuerpos celestes). En esta materia estuvo influido parcialmente por el escritor de ciencia ficción alemán Kurd Lasswitz.
La importancia de este trabajo llevó a Hohmann a liderar el movimiento cohetero amateur de Alemania a finales de la década de 1920, la Verein für Raumschiffahrt ("Sociedad para el vuelo espacial"). El escritor Willy Ley pidió a Hohmann que contribuyera a una antología de artículos sobre el vuelo espacial, "Die Möglichkeit der Weltraumfahrt" (La posibilidad del viaje espacial), publicado en 1928. Hohmann contribuyó con un artículo sobre "Fahrtrouten, Fahrzeiten und Landungsmöglichkeiten" (Rutas, cronogramas, y opciones de aterrizaje) donde propuso usar un módulo de aterrizaje separable para viajar a la Luna, una idea que fue utilizada más tarde en las misiones lunares Apolo.
Con el ascendente poder del partido nazi, Hohmann se distanció todo lo que pudo de la cohetería, a fin de no tomar parte en el desarrollo del cohete como arma.
Hohmann murió tempranamente en un hospital de Essen, antes del fin de la Segunda Guerra Mundial, como resultado del enorme estrés causado por el intenso bombardeo Aliado sobre la ciudad.

## Reconocimientos

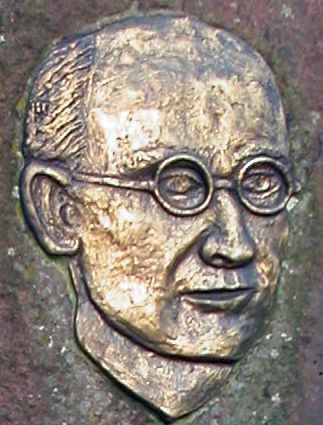
Lápida conmemorativa. Observatorio Walter Hohmann (Essen)

- Observatorio Astronómico Walter Hohmann en Essen.
- El cráter lunar Hohmann lleva este nombre en su memoria.
- El asteroide (9661) Hohmann también honra su nombre.